# لويس كانو
لويس كانو هو لاعب كرة قدم إكوادوري، ولد في 1999 في Vinces ‏ في الإكوادور.